# Рубинс, Кэтлин
 Кэтлин «Кэйт» Халлисей Рубинс  (англ. Kathleen "Kate" Hallisey Rubins; род. 14 октября 1978 года, Фармингтон, штат Коннектикут, США) — астронавт НАСА, 339-й астронавт США и 549-й астронавт мира. Доктор философии в области микробиологии.
Совершила космический полёт в июле-октябре 2016 года в качестве бортинженера транспортного пилотируемого корабля «Союз МС-01» и бортинженера экипажа МКС-48/ 49 основных космических экспедиций на Международную космическую станцию. Продолжительность космического полёта составила 115 суток 2 часа 21 минуты. Совершила два выхода в открытый космос общей продолжительностью 12 часов 46 минут. Провела первое секвенирование ДНК в космосе.
14 октября 2020 года в 8:45:04 мск стартовала с площадки № 31 космодрома Байконур в качестве бортинженера экипажа космического корабля «Союз МС-17» и бортинженера экипажа Международной космической станции по программе МКС-63/64 основных космических экспедиций.

## Ранние годы, образование
Кэтлин Рубинс родилась 14 октября 1978 года в городе Фармингтон, штат Коннектикут. Детские годы провела в городе Напа, штат Калифорния, где до сих пор проживает её отец Джим Рубинс. Мать Кэтлин, Энн Хейлиси, в настоящее время проживает в Дэвисе, Калифорния.
В 1996 году окончила среднюю школу и продолжила обучение в Калифорнийском университете в Сан-Диего, который окончила в 1999 году и получил степень бакалавра наук в области молекулярной биологии. В 2005 году получила степень доктора философии (Ph.D.) в области биологии рака (Cancer Biology) в медицинском отделении Стэнфордского университета на факультете биохимии, микробиологии и иммунологии.
Работала в Институте биологических исследований имени Солка над проблемой изучения механизма интеграции вируса иммунодефицита человека ВИЧ-1. После окончания Стэнфордского университета, работала в Центре по контролю за заболеваниями и Научно-исследовательском медицинском институте инфекционных заболеваний Армии США, изучала оспу, вирусы Эбола и Марбурга, аренавирусы, вызывающие геморрагическую лихорадку Ласса. Работала ведущим исследователем в Уайтхедовском институте биомедицинских исследований при Массачусетском технологическом институте. Разработала полную карту поливирусного транскриптома, изучала взаимодействия типа «вирус-хозяин» в ходе лабораторных исследований «ин-витро» и исследований на животных. Участвовала в проведении исследовательских работ, изучающих вирусные заболевания в Центральной и Западной Африке, длительное время работала в Конго по исследованию заболеваний обезьян.
Является членом Американской ассоциации содействия развитию науки, Американского общество тропической медицины и гигиены, Американского общества вирусологов, Общества исследователей РНК, международной женской организации «Хи-Омега» и Американского института аэронавтики и астронавтики.

## Космическая подготовка
29 июня 2009 года Рубинс была зачислена в отряд астронавтов НАСА в составе 20-го набора в качестве кандидата в астронавты. Прошла курс общекосмической подготовки, включающий в себя научные и технические занятия, изучение систем Международной космической станции, занятия по внекорабельной деятельности и робототехнике, психологическую подготовку, полёты на тренировочном самолёте Т-38, тренировки астронавтов по выживанию на воде и в дикой природе. По окончании курса в конце сентября 2011 года К. Рубинс была присвоена квалификация астронавта МКС.
С 16 июля 2014 года проходила подготовку в Центре подготовки космонавтов имени Ю. А. Гагарина в качестве бортинженера-2 ТПК «Союз ТМА-20М» и космических экспедиций МКС-48/49. 16 декабря 2014 года на заседании Межведомственной комиссии по отбору космонавтов и их назначению в составы экипажей пилотируемых кораблей и станций было утверждено её назначение бортинженером-2 в состав дублирующего экипажа ТПК «Союз ТМА-19М» (стартовал в декабре 2015 года) и длительных экспедиций МКС-46/47, а также основного экипажа ТПК «Союз МС-01» и длительных экспедиций МКС 48/49.
В феврале 2015 года в составе экипажа ТПК «Союз МС-01» вместе с Анатолием Иванишиным и Такуя Ониси прошла двухсуточную тренировку по действиям в случае аварийной посадки в лесисто-болотистой местности зимой.

## Первый полёт
Первоначально планировалось, что корабль «Союз МС-01» будет запущен 21 июня 2016 года, однако с целью дополнительного тестирования оборудования старт отложили, сначала на 24 июня, а затем на 7 июля.
Перед космическом полётом Кэтлин Рубинс заявила: «…Мои научные и личные цели почти одинаковы. Каждую секунду, час и день я с нетерпением жду того момента, когда увижу, каково это, жить и работать в невесомости, наблюдая за нашей планетой из космоса».
7 июля 2016 года в 04:36 мск Кэтлин Рубинс вместе с космонавтом Роскосмоса Анатолием Иванишиным и астронавтом Такуя Ониши стартовала с космодрома Байконур в качестве бортинженера экипажа космического корабля «Союз МС-01» и экипажа Международной космической станции по программе МКС-48/ 49 основных космических экспедиций.
20 июля 2016 года Кэтлин Рубинс совместно с командиром экспедиции МКС-48 Джеффри Уильямсом произвели захват корабля Dragon роботизированной рукой «Канадарм2» и затем пристыковали его к стыковочному модулю «Гармония» МКС.
В августе провела первое успешное секвенирование ДНК в условиях микрогравитации в рамках эксперимента по секвенированию биомолекул на МКС.
Я думаю, что будет удивительно увидеть, как мир микробиологии, молекулярной и клеточной биологии и физиологии человека массово изменяется микрогравитацией. Это единственная лаборатория [МКС], которая есть у людей, чтобы изучать гравитацию как переменную. Понимание того, как гравитация и космическая радиация воздействуют на биологические объекты, открывает для медицины огромные возможности.Кэтлин Рубинс
Совершила два выхода в открытый космос общей продолжительностью 12 часов 46 минут. 19 августа, во время своего первого выхода в открытый космос, который длился почти шесть часов, Рубинс совместно с астронавтом Джеффри Уильямсом установили новый многофункциональный стыковочный узел на американском модуле «Гармония» и провели подготовительные работы для установки второго такого же модуля для стыковки со станцией коммерческих космических кораблей компаний Boeing и SpaceX. 1 сентября, во время второго выхода, продолжительностью около 7 часов, астронавты провели техническое обслуживание системы внешнего терморегулирования станции и установили камеры высокой чёткости.
23 октября Рубинс и Такуя Ониши захватили и пристыковали манипулятором Канадарм2 грузовой корабль Cygnus на надирный стыковочный агрегат модуля «Юнити».
30 октября 2016 года в 03:35 мск корабль «Союз МС» отстыковался от Международной космической станции. В 6:58 мск была осуществлена посадка экипажа корабля в 149 км юго-восточнее города Жезказган в Казахстане. Продолжительность пребывания в космическом полёте экипажа экспедиции МКС-48/49 составила более 115 суток.
Кэтлин Рубинс стала 59-й женщиной мира побывавшей в космосе.

## Второй полёт
Стартовала 14 октября 2020 года в 8:45:04 мск с площадки № 31 космодрома Байконур в качестве бортинженера экипажа космического корабля «Союз МС-17» и бортинженера экипажа Международной космической станции по программе МКС-63/64 основных космических экспедиций. Командир экипажа «Союз МС-17» — космонавт Роскосмоса Сергей Рыжиков, бортинженер — космонавт Роскосмоса Сергей Кудь-Сверчков.  Сближение ТПК «Союз МС» с МКС проводилось по «сверхбыстрой», двухвитковой схеме. Корабль причалил к модулю «Рассвет» российского сегмента МКС через 3 часа 3 минуты после старта.
«Союз МС-17» отстыковался от МКС 17 апреля 2021 года в 01:34 UTC и в 04:55:12 UTC спускаемая капсула корабля совершила посадку в Казахстане.
Статистика полётов
| # | Стартовый корабль | Старт, UTC        | Экспедиция            | Корабль посадки | Посадка, UTC      | Налёт                                 | Выходы в открытый космос | Время в открытом космосе |
| - | ----------------- | ----------------- | --------------------- | --------------- | ----------------- | ------------------------------------- | ------------------------ | ------------------------ |
| 1 | Союз МС-01        | 07.07.2016, 01:36 | МКС-48 / МКС-49       | Союз МС-01      | 30.10.2016, 03:58 | 115 суток 2 часа 21 минута 43 секунды | 2                        | 12 часов 46 минут        |
| 2 | Союз МС-17        | 14.10.2020, 05:45 | Союз МС-17, МКС-63/64 | Союз МС-17      | 17.04.2021, 04:55 | 184 суток 23 часа 10 минут            | 2                        | 14 часов 00 минут        |
|   |                   |                   |                       |                 |                   | 300 суток 01 час 31 минута            | 4                        | 26 часов 46 минут        |

## Семья
Кейт замужем за Майклом Маньяни, семья проживает в Хьюстоне.

## Увлечения
Кэтлин Рубинс увлекается бегом, ездой на велосипеде, плаванием, подводным плаванием с аквалангом и триатлоном. Во время учёбы в Стэнфордском университете входила в университетскую команду по триатлону. Радиолюбитель с позывным KG5FYJ.